# Pedicar
El Pedicar era un vehículo estadounidense de cuatro ruedas que avanzaba con fuerza muscular. Solo fue construido en 1973 por Environmental Trans-Sport Corporation en Windsor, Connecticut.

El Pedicar tenía asiento y carrocería cerrada de fibra de vidrio con puerta. El conductor impulsaba el vehículo con pedales que estaban conectados a una rueda trasera a través de una transmisión con cinco marchas hacia adelante y una marcha atrás. Las cuatro ruedas eran ruedas de radios de alambre comunes en una bicicleta.
El vehículo fue diseñado por Robert L. Bundschuh, un ex ingeniero aeronáutico de Gyrodyne y su compañero de trabajo, Lionel Martin, en 1972. Produjeron 20 modelos que se vendieron por $ 550 en 1973. Se produjeron volantes y comerciales de televisión.